# 780

780(칠백팔십)은 779보다 크고 781보다 작은 자연수다.

## 수학
- 합성수로, 그 약수는 총 24개다. (1, 2, 3, 4, 5, 6, 10, 12, 13, 15, 20, 26, 30, 39, 52, 60, 65, 78, 130, 156, 195, 260, 390, 780)
  - 780의 진약수의 합은 1572이므로, 780은 과잉수다.
- 39번째 삼각수다. 앞의 삼각수는 741, 다음은 820이다.
- {\displaystyle 780=191+193+197+199}
  - 연속하는 네 소수(素數)의 합으로 나타낼 수 있으며, 이 성질을 지닌 앞의 수는 762, 다음 수는 800이다.
- {\displaystyle 780=59+61+67+71+73+79+83+89+97+101}
  - 연속하는 소수(素數) 10개의 합으로 나타낼 수 있으며, 이 성질을 지닌 앞의 수는 732, 다음 수는 824다.
- {\displaystyle 79^{2}-1}은 780으로 나누어떨어진다.

## 과학
- NGC 780(독일어판, 프랑스어판): 삼각형자리 방향에 있는 나선은하.
- 780 아르메니아(영어판): 소행성.

## 교통

### 항공
- 캐세이퍼시픽 항공 780편 착륙 사고(영어판)

### 도로
- 주간고속도로 제780호선(영어판)
- 현도 제780호선

## 군사
- 780 해군 항공대(영어판): 과거 존재한 영국의 해군 항공대.

## 문화유산
- 대한민국의 보물 제780호: 금동보살입상

## 기타
- 연도: 780년, 기원전 780년
- 780년대
- 한국십진분류법에서 이탈리아어에 관한 책들이 분류되는 번호.